# دوري الألب لهوكي الجليد
دوري الألب لهوكي الجليد هو دوري هوكي الجليد للمحترفين في وسط أوروبا،يضم أندية من إيطاليا،النمسا وسلوفينيا. تأسس الدوري في 2016.